# Portret Erazma z Rotterdamu (obraz Hansa Holbeina Młodszego)
Portret Erazma z Rotterdamu – powstały w ok. 1530 obraz pochodzący ze szkoły niemieckiego malarza Hansa Holbeina młodszego, znajdujący się w Muzeum Sztuki w Bazylei.
Renesansowy malarz przedstawił na swym obrazie holenderskiego filozofa i humanistę Erazma z Rotterdamu. Myśliciel zamawiał dużą liczbę swoich portretów, które potem wysyłał do osób w całej Europie, najczęściej do korespondujących z nim humanistów. Hans Holbein młodszy wielokrotnie sportretował Erazma w Bazylei. Portrety te były również kopiowane. Niejednokrotnie trudno rozróżnić, które z nich namalował sam mistrz, które jeden z jego uczniów oraz które z nich powstały jeszcze w innych miejscach i warsztatach malarskich. Ten obraz uważany jest za jedne z najlepszych przedstawień Erazma. Obraz na pewno pochodzi z bazylejskiej szkoły Holbeina.